# Father of All Motherfuckers
Father of All Motherfuckers (auch Father of All…) ist das 13. Studioalbum der US-amerikanischen Punkrock-Band Green Day.

## Hintergrund
Als erste Singles wurde der namensgebende Song Father of All… am 10. September 2019 veröffentlicht. Es folgten die Singles Fire, Ready, Aim, Oh Yeah! und Meet Me on the Roof.
Die nach der Veröffentlichung des Albums für 2020 geplante Hella Mega Tour, die zusammen mit Fall Out Boy und Weezer stattfinden soll, wurde wegen der COVID-19-Pandemie zunächst auf 2021 verschoben.

## Titelliste
1. Father of All… – 2:31
2. Fire, Ready, Aim – 1:52
3. Oh Yeah! – 2:51
4. Meet Me on the Roof – 2:39
5. I Was a Teenage Teenager – 3:44
6. Stab You in the Heart – 2:10
7. Sugar Youth – 1:54
8. Junkies on a High – 3:06
9. Take the Money and Crawl – 2:08
10. Graffitia – 3:17

## Rezeption
Radio Bob schrieb:

„Das 13. Studioalbum heißt "Father Of All Motherfuckers" und ist für echte Green Day-Fans auf jeden Fall gewöhnungsbedürftig. Das Album startet mit dem Titelsong, danach versetzen Green Day uns mit "Stab You In the Heart" in die 60er Jahre. Es gibt aber auch Songs wie "Sugar Youth", die nach Green Day klingen.“

Der Rolling Stone urteilt eher negativ:

„„Father Of All Motherfuckers“, so der unzensierte Titel des 13. Albums des kalifornischen Trios, markiert nun endgültig den Rückfall in vermeintlich unbeschwertere Fun-Punk-Zeiten. Das Minialbum suspendiert gutes Songwriting und ernstzunehmende politische Statements zugunsten infantiler Schnellschüsse […]“